# Theodor von Westarp

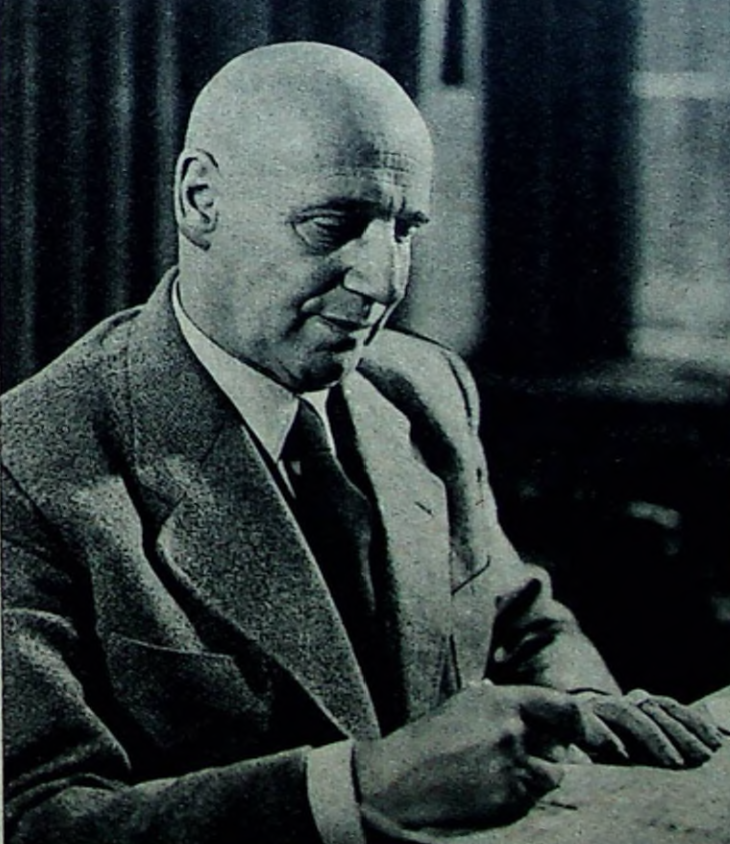
Bild von Theodor Graf von Westarp

Theodor Ernst Georg Viktor Graf von Westarp (* 14. Februar 1890 in Hamburg-Altona; gestorben 4. Juni 1959 in Hamburg) war ein deutscher Marineoffizier und Industrieller.

## Leben

### Herkunft und Familie
Er entstammte dem Adelsgeschlecht Westarp, einer morganatischen Linie der Askanier. Sein Großvater war der Verwaltungsjurist Otto von Westarp. Ein Cousin ersten Grades war der Politiker Wolf von Westarp, ein Cousin zweiten Grades der Schriftsteller Eberhard-Joachim von Westarp und eine Cousine dritten Grades das Mordopfer Haila von Westarp, ein Mitglied der Thule-Gesellschaft. Theodor von Westarp war zweiter Sohn des preußischen Offiziers und Chefredakteur der Deutschen Allgemeinen Zeitung Rudolf von Westarp (* 4. Oktober 1856 in Soldin; † 19. April 1904 in Davos) und dessen jüdischer Ehefrau Anna, geb. Jacques (* 4. Oktober 1856 in Hamburg; † 12. November 1945 in Berlin-Dahlem). Er heiratete Margarete, geb. Koche und bekam mit ihr zwei Kinder, nämlich Victor Hans Adolf (* 20. Juni 1924 in Hamburg; † 1. Februar 1953 in Berlin) und Otto Rudolf Victor (* 12. April 1928 in Hamburg).

### Karriere
Von Westarp besuchte bis 1910 die Schule und trat dann im April desselben Jahres noch in die Kaiserliche Marine ein. Nach Ausbruch des Ersten Weltkrieges diente er bis August 1914 noch als Leutnant zur See auf der Vineta. Danach wirkte er bis September 1915 in der gleichen Position auf der Derfflinger. Bis Juli 1917 wirkte er auf zahlreichen Torpedobooten als Wachoffizier, darunter der S 17, der S 18 und der G 94 und erlebte die Skagerrakschlacht mit. In dieser Position erfolgte am 22. März 1916 seine Beförderung zum Oberleutnant zur See. Danach wirkte er weiterhin als Wachoffizier auf den Torpedobooten V 83 und G 102. Bis Kriegsende war er auf der U-Bootsschule um eine Ausbildung zu absolvieren. Am 24. November 1919 schied er aus der Marine aus. Am 27. Dezember desselben Jahres wurde ihm der Charakter als Kapitänleutnant verliehen.
Er wirkte nach seiner Verabschiedung im kaufmännischen Bereich und trat im Jahre 1921 in die Spezialfabrik für Röntgenröhren C.H.F. Müller in Hamburg ein, für die er mehrere Male die UdSSR besuchte. Schon 1924 wurde er Verkaufsleiter und auch Geschäftsführer Tochterfirma Radioröhrenfabrik GmbH (Valvo). Es war eine der sieben Firmen, die sich beim Aufkommen des Rundfunks um den Markt bewarben. Schon 1932 wurde er Geschäftsleiter der Deutschen Philips GmbH und zog nach Berlin. 1939 wurde er als sogenannter Mischling gezwungen, von seiner Position zurücktreten. Nach Kriegsende wurde von Westarp wieder als Geschäftsleiter der Philips GmbH eingesetzt und baute den Betrieb im kriegszerstörten Berlin wieder auf. Er organisierte den Umzug des Unternehmens nach Hamburg im Jahre 1946. Bis 1954 wuchs der Konzern unter seiner Aufsicht auf 14.000 Beschäftigte. Für seine Verdienste wurde ihm 1955 von Bundespräsident Theodor Heuss das Große Verdienstkreuz verliehen. Schon im selben Jahre ging er in den Ruhestand, wirkte aber weiterhin als Aufsichtsratsmitglied der Deutschen Philips GmbH. Das Hamburger Echo beschrieb ihn als einen der sympathischsten Wirtschaftskapitäne der Nachkriegszeit.